# Закон субъекта Российской Федерации

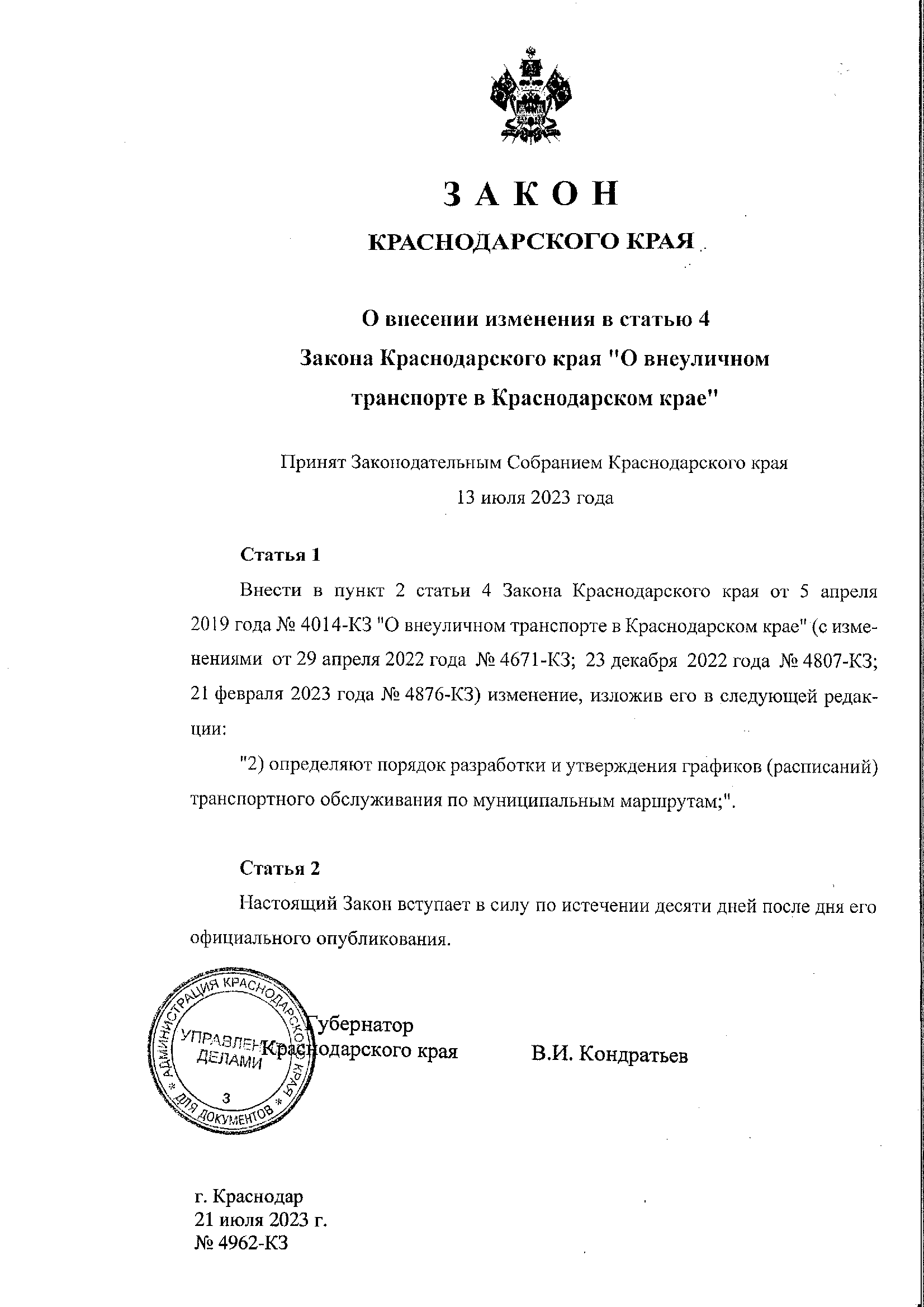
Пример закона субъекта

Закон субъекта Российской Федерации — нормативный правовой акт субъекта России, принимаемый законодательным (представительным) органом власти субъекта по предметам ведения субъекта и по предметам совместного ведения субъекта и Российской Федерации и обладающий высшей юридической силой в системе нормативных правовых актов субъекта России, исключая конституцию (устав) субъекта.
Законы субъекта имеют действие только на территории соответствующего субъекта. Закон субъекта должен соответствовать Конституции России, федеральным конституционным законам, федеральным законам и конституции (уставу) субъекта. В случае противоречия между законом субъекта и федеральным законом по вопросам совместного ведения применяется федеральный закон, если противоречие между законом субъекта и федеральным законом по предметам ведения субъекта применяется закон субъекта.

## Порядок принятия закона субъекта
Общий порядок принятия закона субъекта определён федеральным законом.
Законы субъекта принимаются большинством голосов от установленного числа депутатов. Проект закона субъекта рассматривается законодательным органом субъекта не менее чем в двух чтениях. Решение о принятии либо об отклонении проекта закона, а также о принятии закона оформляется постановлением законодательного органа субъекта.
Принятие закона субъекта начинается с внесения проекта в законодательный орган субъекта, лицами обладающим правом законодательной инициативы в соответствии с конституцией (уставом) субъекта. Число лиц обладающих правом законодательной инициативы между субъектами различно, но во всех регионах всегда это законодательный орган субъекта, глава субъекта, высший орган государственной власти субъекта, представительные органы местного самоуправления субъекта и т. д.

## Опубликование законов субъекта
Конституция Российской Федерации обязывает опубликовывать законы. Неопубликованные законы не применяются.
Как правило, конституция (устав) субъекта регламентирует опубликование законов субъекта, в некоторых субъектах принят закон регламентирующий опубликование законов субъекта.
Конституция (устав) или закон определяют издания, в которых осуществляется официальное опубликование законов субъекта. К ним относится:
- региональные (местные) периодические издания (по аналогии с «Российской газете» или «Собранием законодательства Российской Федерации»);
- «Официальный интернет-портал правовой информации» (www.pravo.gov.ru);
- региональный аналог «Официального интернет-портала правовой информации».

Обязанность по опубликованию законов субъекта, как правило, лежит на главе субъекта. Он обязан после подписания (или направления ему) закона субъекта направить его для опубликования.